# 神奈川县立外语短期大学
神奈川县立外语短期大学（日语：／ Kanagawa Kenritsu Gaigo Tanki Daigaku *），简称外短，是过去一所位于日本神奈川县横滨市矶子区的公立短期大学。

## 概要

### 简介
- 短期大学为于1968年开办[1][2]、由神奈川县经营。招生到2009年、停办于2011年。为男女同校[3]。

### 历史
- 1968年 神奈川县立外语短期大学成立并同时设置一个学科即英语科[1][2][3]。
- 2009年 最后一年招生[3]、次年停止招生（正式停办于2011年6月[2]）。

## 学校环境
- 校区：在了神奈川县横滨市矶子区[注 1]

## 历任校长
- 草薙正夫：第一代短期大学校长[4]
- 三国隆志：最后短期大学校长[3]

## 组织

### 学科
- 英语科

### 专科
| - 没有 |

### 业余课程
| - 没有 |

### 附属学校
- 神奈川县立外语短期大学附属高中：改名为神奈川县立横浜国际高中于2008年

## 相关链接
- 日本短期大学列表